# Kasalpinija
Kasalpinija (lat. Caesalpinia), rod listopadnog ili vazdazelenog, grmlja, drveća ili penjačica iz porodice Leguminosae, nekada uključivan u vlastitu porodicu sapanovke ili sapunovice (Caesalpiniaceae). Ime roda dano je po talijanskom botaničaru A. Cesalpinu
Nekada je u nju ukljućivano blizu 160 vrsta rasprostranjenih po tropskim područjima Azije, Amerike, Afrike i Australije. Danas se ovom rodu uključuje svega 10 vrsta čija je domovina Amerika.
Jedan od najljepših predstavnika u biljnom svijetu je žuta rajska ptica, ili poincijana, Erythrostemon gilliesii (Hook.) Klotzsch čiji je sinonim C. gilliesii a nekada je uključivana u kasalpinije, uglavnom je rasprostranjena na Madagaskaru, a danas se često uzgaja kao ukrasna biljka.

## Vrste
1. Caesalpinia anacantha Urb.
2. Caesalpinia bahamensis Lam.
3. Caesalpinia barahonensis Urb.
4. Caesalpinia brasiliensis L.
5. Caesalpinia cassioides Willd.
6. Caesalpinia domingensis Urb.
7. Caesalpinia monensis Britton
8. Caesalpinia nipensis Urb.
9. Caesalpinia pulcherrima (L.) Sw.
10. Caesalpinia secundiflora Urb.